# 圣乔治德吕藏松
圣乔治德吕藏松（法語：Saint-Georges-de-Luzençon，法語發音：[sɛ̃ ʒɔʁʒ də lyzɑ̃sɔ̃]）是法国阿韦龙省的一个市镇，位于该省东南部，属于米约区。

## 地理
圣乔治德吕藏松（44°3'52"N, 2°59'8"E）面积47.73 平方千米，位于法国奧克西塔尼大區阿韦龙省，该省份为法国南部内陆省份，位于法國中央高原南部，北起顺时针与康塔爾省、洛泽尔省、加尔省、埃罗省、塔恩省、塔恩-加龙省和洛特省接壤。
与圣乔治德吕藏松接壤的市镇（或旧市镇、城区）包括：普拉迪讷堡、孔普雷尼亚克、克雷塞尔、蒙若、塞爾農河畔聖羅姆、塔恩河畔圣罗姆。

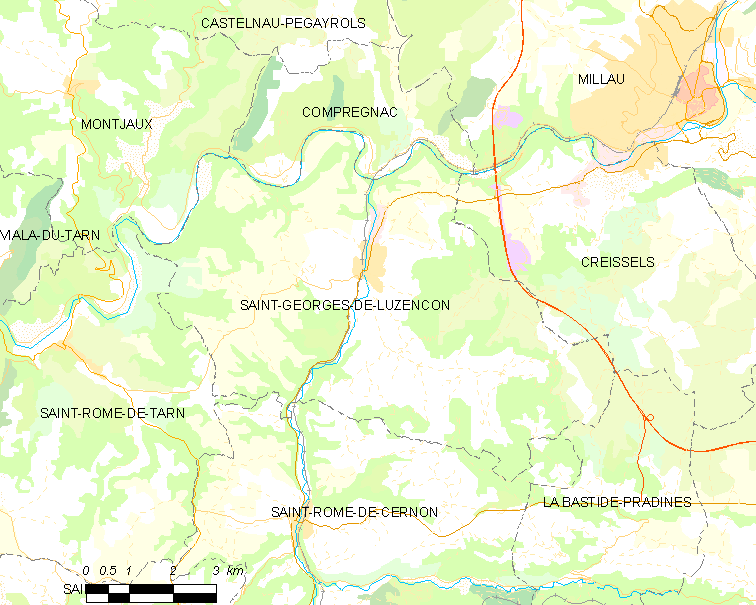
圣乔治德吕藏松的OSM定位图

圣乔治德吕藏松的时区为UTC+01:00、UTC+02:00（夏令时）。

## 行政
圣乔治德吕藏松的邮政编码为12100，INSEE市镇编码为12225。

## 政治
圣乔治德吕藏松所属的省级选区为米约第一县。

## 人口

1962-2008年间圣乔治德吕藏松人口变化图示

圣乔治德吕藏松于2022年1月1日时的人口数量为1584人。